# فرخنده دمگاه‌آتشی
فرخنده دمگاه‌آتشی (نام علمی: Ramphocelus flammigerus) گونه‌ای از پرندگان خانواده فرخندگان است که در جنگل‌های نیمه‌باز و جنگلی یافت می‌شود.